# Навални (филм)
„Навални“ (на английски: Navalny) е документален филм от 2022 г. на режисьора Даниел Роър. Филмът се разказва за руския опозоционен лидер Алексей Навални и събитията, свързани с неговото отравяне. Той е продуциран от HBO Max и CNN Films. Премиерата на филма се състои във филмовия фестивал „Сънданс“ на 25 януари 2022 г. Филмът печели две награди „Оскар“ и БАФТА за най-добър документален филм.

## Продукция
Проектът е първоначално обявен на 13 януари 2021 г. Филмът е режисиран от канадския кинодеец на документални филми Даниел Роър, който оригинално планираше да направи филм за разследванията на Христо Грозев.
Той е продуциран от HBO Max и CNN Films в партньорство с Fishbowl Films, RaeFilm Studios и Cottage M. Проектът е продуциран от Fishbowl Films на Даян Бекър и Мелани Милър, Cottage M на Шейн Борис, RaeFilm Studios на Одеса Рей, CNN Films на Ейми Ентелис и Къртни Секстън, и Мария Певчих.

## Премиера
Премиерата на филма се състои на 25 януари 2022 г. във филмовия фестивал „Сънданс“. През 2022 г. „Уорнър Брос Пикчърс“ подкупва правата на филма, и е насрочен за издание между 11 и 12 април 2022 г.
Премиерата на филма е излъчена на 24 април 2022 г. по Си Ен Ен, както и в стрийминг платформата CNN+. Започва да се излъчва и в стрийминг платформата HBO Max на 26 май 2022 г.
Също така е излъчен и по BBC2 на 25 март 2022 г.

## В България
В България филмът също е излъчен и по стрийминг платформата Ейч Би О Макс.
На 24 март 2023 г. филмът e излъчен и по Би Ти Ви, в петък от 20:00 ч. Дублажът е осъществен в студио Ви Ем Ес. Излъчен е повторно след смъртта на Алексей Навални на 16 февруари 2024 г. Екипът се състои от:
| Озвучаващи артисти  | Ирина Маринова Петя Абаджиева Николай Николов Радослав Рачев Чавдар Монов |
| Преводач            | Силвия Вълкова                                                            |
| Тонрежисьор         | Георги Калудов                                                            |
| Режисьор на дублажа | Веселина Стоилова                                                         |